# Kostelec nad Labem (przystanek kolejowy)
Kostelec nad Labem – przystanek kolejowy oraz ładownia publiczna w Kostelcu nad Labem, w kraju środkowoczeskim, w Czechach. Znajduje się na wysokości 175 m n.p.m.
Do roku 2008 prowadzona była jeszcze sprzedaż biletów. Wcześniej przystanek miał status dworca kolejowego. Posiada 3 tory i rampy dla przestronnego załadunku i rozładunku wagonów.
Jest zarządzany przez Správę železnic. Na przystanku nie ma możliwości zakupu biletów, a obsługa podróżnych odbywa się w pociągu.

## Linie kolejowe
- 074 Čelákovice - Neratovice